# 寬葉羊耳蒜
寬葉羊耳蒜（学名：Liparis latifolia）为兰科羊耳蒜下的一个种。

## 扩展阅读
- 維基物種上的相關：阔叶沼兰